# クリストフ・ピユー
クリストフ・ピユー（Christophe Pieux、1967年4月15日 - ）は、主の障害競走で騎乗する騎手である。フランス出身。

## 来歴
1984年、騎手免許を取得し、翌1985年には平地競走で初勝利を挙げる。
1986年、ギヨーム・マケール厩舎所属となり、3月に障害競走で初勝利を挙げた。その後はジャック・オルテ厩舎所属となる。
1988年、21歳の時に初めてのフランスの障害リーディングジョッキーとなる。
2003年、騎手としては初めて「フランス政府スポーツ青少年功労賞・金賞」を受賞した。
2008年、中山グランドジャンプに出走するアラームコールに騎乗するために初来日を果たし、中央競馬初騎乗となった4月19日の中山グランドジャンプでは、4番人気で6着だった。

## 主な表彰、記録
- フランス障害リーディングジョッキー（15回）

1988年、1991年～2004年
- フランス政府スポーツ青少年功労賞・金賞

2003年

## 主な騎乗馬
- Sleeping Jack / スリーピングジャック（2005年パリ大障害）
- Alarm Call / アラームコール（2006年 モンゴメリー賞、2007年プランタン大ハードル、2008年ロベール・ド・クレルモン・トンネール賞）